# Abbazia di Thorney

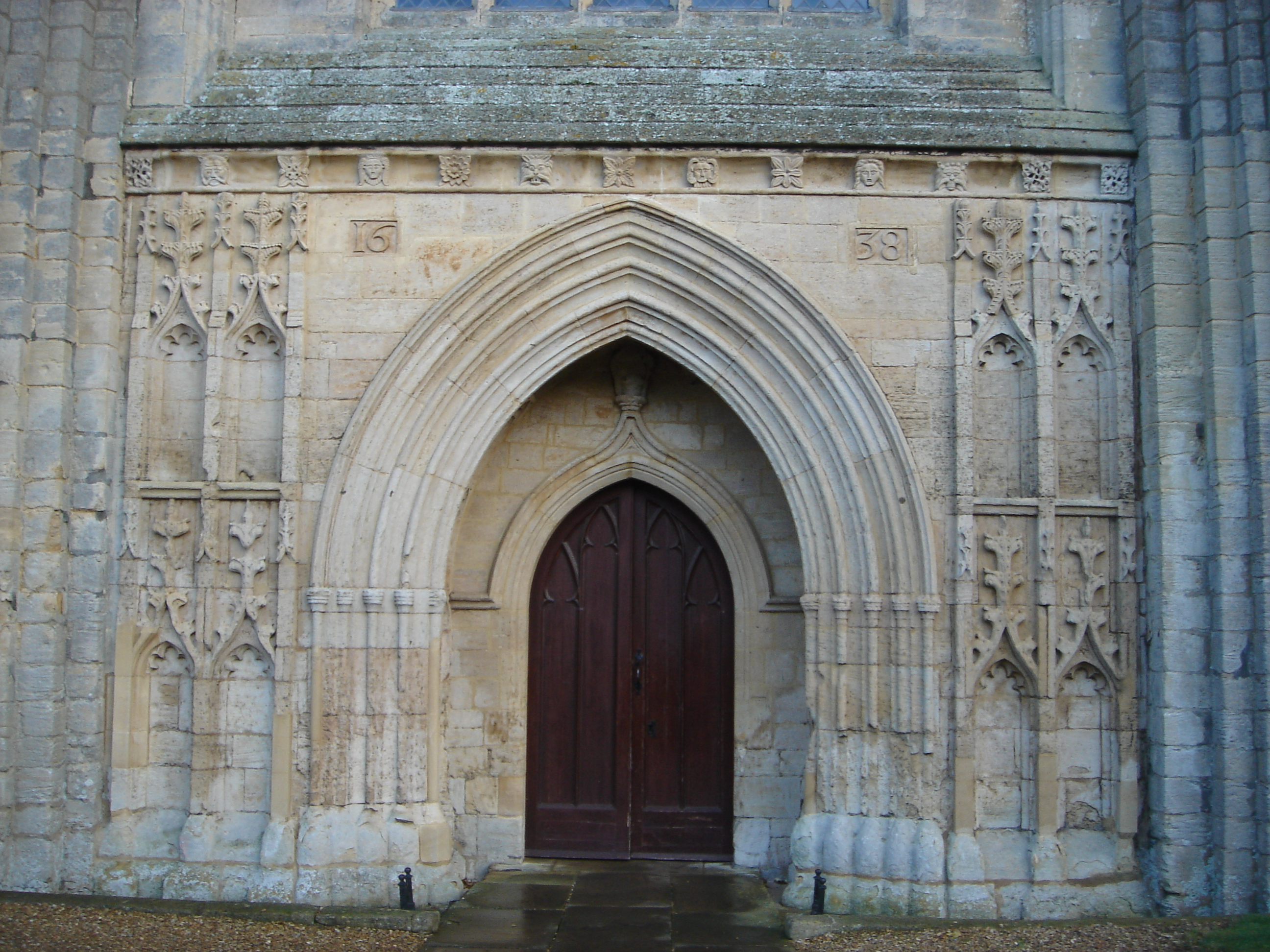
Il portale principale sul lato ovest della chiesa abbaziale di Thorney.

L'abbazia di Thorney, oggi chiesa di Santa Maria e San Botulfo, si trova a Thorney, nel Cambridgeshire, in Inghilterra. Si tratta di un monastero andato distrutto durante la dissoluzione dei monasteri, del quale rimane ora solo la ex chiesa (ora anglicana) abbaziale.

## Storia

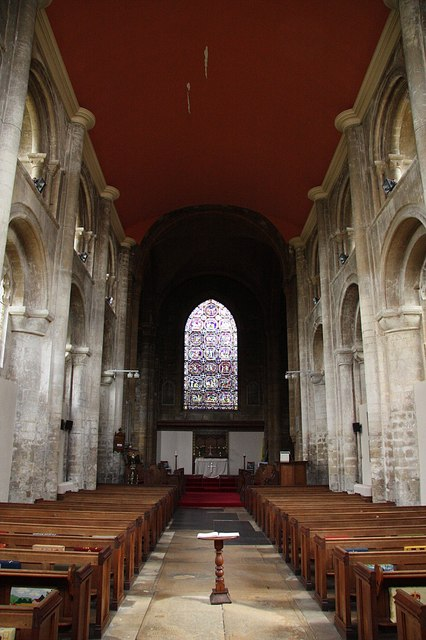
Interno della chiesa, guardando verso est

Le prime fonti documentali parlano di un eremo di metà del VII secolo distrutto durante un'incursione vichinga nel tardo IX secolo. Negli anni 970 vi venne fondata al suo posto un'abbazia benedettina e un programma di ricostruzione seguì la conquista normanna del 1066.
Una nuova chiesa venne iniziata mentre era abate Gunther di Le Mans, divenuto tale nel 1085.
La chiesa fu inaugurata nel 1089, ma fu terminata solo nel 1108.
Enrico I fu un benefattore dell'Abbazia, e ci è pervenuto un mandato esecutivo che dispone il ritorno dei possedimenti di Sawbridge all'Abbazia «…senza che vi debba essere alcun reclamo per ingiustizia.»
L'insediamento principale se ne andò dall'estremità dell'acquitrino alla fine del XII secolo o all'inizio del XIII, essendo divenuto il luogo una specie di discarica, forse a causa di accumulo di acque di scarico. Il sito venne rioccupato fra il XIII secolo ed il XIV, quando venne steso uno strato di argilla per fornire una base più solida ai fabbricati in legno. Molti fabbricati più consistenti furono eretti nel XVI secolo e si pensa che questi facessero parte del complesso abbaziale che si stava estendendo, forse ad uso di foresterie, stalle o laboratori.
Molti dei fabbricati abbaziali scomparvero senza lasciar traccia dopo la dissoluzione dei monasteri. L'ultimo abate, Robert Blythe, era un sostenitore di re Enrico VIII, avendo scritto egli al papa una lettera sollecitandogli l'autorizzazione al divorzio del medesimo. Gli venne riconosciuta una pensione di 200 sterline l'anno.
L'Abbazia si arrese ai commissari del re il 1 dicembre 1539, e la maggior parte dei fabbricati fu successivamente demolita, utilizzando pietre e mattoni come materiale edilizio.
La navata della chiesa abbaziale sopravvisse e fu restaurata come chiesa parrocchiale di Santa Maria e San Botulfo nel 1638. A quella data le navate laterali furono demolite e le aperture delle relative arcate murate.
Furono installate alcune vetrate, probabilmente provenienti da Steelyard, la sede commerciale londinese della Lega anseatica. L'attuale estremità orientale, in stile normanno, è opera di Edward Blore e data dal 1840/41. La chiesa è un edificio classificato come edificio storico di I grado.

## Monumenti funebri
Come grande abbazia dell'Inghilterra anglo-sassone, Thorney ospita le tombe di numerosi santi o personaggi di grande rilievo, tra i quali:
- sant'Adolfo di Thorney
- san Benedetto Biscop
- san Botulfo di Thorney
- san Cissa di Crowland
- sant'Herefrith di Thorney
- sant'Huna di Thorney, prete ed eremita del VII secolo
- sant'Inicio
- santi Tancredi, Torthred e Tova, fratelli martiri nell'870 durante l'invasione della Grande armata danese
- Wihtred di Thorney, sovrano del Kent dal 790 al 725
- Albino di Thorney[5] vescovo e santo anglosassone

## Scavi
Nel 2002 furono intrapresi scavi dal Servizio Archeologico dell'Università di Leicester. Essi furono focalizzati sull'estremità settentrionale. Oltre a cocci, ossa di animali e materiale per tetti, fu trovato un ampio deposito di vetri dipinti risalenti al XIII e XIV secolo attorno ai fabbricati i cui complessi disegni sono di elevata qualità.